# NGC 3028
NGC 3028 је спирална галаксија у сазвежђу Хидра која се налази на NGC листи објеката дубоког неба.
Деклинација објекта је - 19° 11' 4" а ректасцензија 9h 49m 54,2s. Привидна величина (магнитуда) објекта NGC 3028 износи 12,7 а фотографска магнитуда 13,5. NGC 3028 је још познат и под ознакама ESO 566-16, IRAS 09475-1856, PGC 28276.